# 神宝町 (東久留米市)
神宝町（しんほうちょう）は、東京都東久留米市の町域。

現行行政地名は　神宝町一丁目から神宝町二丁目。

郵便番号は203-0002。

## 地理
東久留米市の北部。街区東側境界が東京都埼玉県県境。

街区南部境界に黒目川落合川が存在する。
東から時計回りに、新座市石神、新座市栗原、東久留米市浅間町、東久留米市大門町、東久留米市金山町、東久留米市上の原に隣接する。

### 河川
- 黒目川
- 落合川

## 小・中学校の学区
市立小・中学校に通う場合、学区は以下の通りとなる。

2025年4月現在
| 丁目   | 番地 | 小学校     | 変更承認区域 |
| ------ | ---- | ---------- | ------------ |
| 一丁目 | 全域 | 第六小学校 |              |
| 二丁目 | 全域 | 第六小学校 |              |

| 丁目   | 番地 | 中学校   | 変更承認区域 |
| ------ | ---- | -------- | ------------ |
| 一丁目 | 全域 | 東中学校 |              |
| 二丁目 | 全域 | 東中学校 |              |

## 交通

### 鉄道
| バス移動で利用可能な駅         |
| ------------------------------ |
| 西武池袋線 - 東久留米駅(SI 14) |

### バス
西武バス 新座営業所

…が周辺の路線を運行している。

### 道路
- 東京都道125号東久留米停車場線(浄牧院通り)

## 施設

### 神宝町一丁目
- 東久留米市立神宝小学校